# كاربوقراطيون
الكربوقراطيون (باليونانية: Καρποκρατιανοὶ)‏ هي طائفة غنوصية اعتمدت جزئيًا على الفلسفة الأفلاطونية تأسست في القرن الثاني الميلادي، وظلت حتى القرن السادس الميلادي. نُسبت الطائفة إلى كاربوقراطيس الذي أسسها، ووصلت إلى هيئتها النهائية في كتابات ابنه إبيفانوس [الإنجليزية]. لم يتبقى إلا شذرات حول معتقداتهم وممارساتهم إلا من خلال انتقادات معاصريهم المسيحيين الذين اتهموهم بالفجور.

## المعتقدات
يٌعد الكاربوقراطيون من الطوائف الغنوصية التي تؤمن بوجود ثنائية المادة الشريرة والروح الخيّرة اللتان تحكمان الكون، ويمارسون الممارسات المعرفية الباطنية الغربية من أجل الوصول إلى الخلاص. وكغيرهم من أتباع هذا النظام العقائدي، كانوا يعتقدون أن جميع الكائنات في العالم تسعى نحو الموناد البادئ الأعلى أو الكائن الأول، الذي أطلق عليه الكاربوقراطيون اسم أبو الجميع، أو البداية الأولى. وفقًا لمعتقدهم، لم يخلق الموناد العالم المرئي، بل خلقته ملائكة أدنى دون تدخُّل الإله، والمعروفين باسم "القوى الصانعة" أو "البنائين".
قبل الوجود، كانت الأرواح البشرية محبوسة في أجساد مادية، تدور حول "شمس روحية" على "سهل الحقيقة". كانت الأرواح تعمل من أجل الإله في البداية، ثم حبسها  "البنائون" في الأجساد، ولم يعُد في قدرتها التحرر إلا بعد أن تعيش كل أشكال الحياة وترتكب كل فعل ممكن. فسّر كاربوقراطيس آية لوقا 12: 58، بأن الشيطان جرّ الأرواح إلى "الصانع" الأعلى، الذي سلمها بعد ذلك إلى ملاك رسول. حبس هذا الملاك الأرواح في الأجساد حتى "دفعوا الفلس الأخير"،(متى 5: 26) لينالوا حرياتهم، ويعودوا إلى الإله مرة أخرى. احتفظت كل روح محبوسة بالقدرة على تذكر حالتها الطبيعية بدرجات مختلفة. هذه المعرفة هي المعرفة الوحيدة التي يمكن من خلالها خلاص البشر.
رفض الكاربوقراطيون العالم المادي، الذي اعتقدوا أنه من صنع الشر وتحت حُكمه. ولإثبات انتمائهم إلى عالم روحي أعلى، زعموا أنهم يتواصلون مع الأرواح الشيطانية. كما مارسوا شكلاً من أشكال السحر، فصنعوا جرعات الحب واستخدموا التعاويذ السيميائية، لأنهم اعتبروا أنفسهم فوق الملائكة "البنائين". وزعموا أيضًا القدرة على طرد الأرواح الشريرة وتفسير الأحلام وعلاج الأمراض. وللتعبُّد، أقاموا تماثيل ورسموا أيقونات بألوان زاهية للمسيح والرسل وغيرهم من الرجال البارزين مثل أفلاطون وفيثاغورس وأرسطو، فكانوا بذلك أول المسيحيين تصويرًا للمسيح. لقد بجّلوا هذه الشخصيات في معبد في كيفالونيا.
اعتقد الكاربوقراطيون أيضًا في فكرة تناسخ الأرواح، والتي ربما استوحوها من مصادر هندية أو فيثاغورية، واعتقدوا أن الروح لا يمكن أن تتحرر إلا إذا تذكرت وجودها السابق الأفضل. عندها، يمكنها أن تتحدى الأرواح الشريرة في العالم وتصل إلى الراحة الأبدية بالتفكُّر في الكائن الأعلى. كما رفضوا فكرة قيامة الأجساد، والعهد القديم بأكمله.